# Contea autonoma Miao di Songtao
La contea autonoma Miao di Songtao (松桃苗族自治县S, Sōngtáo Miáozú ZìzhìxiànP) è una contea della Cina, situata nella provincia del Guizhou e amministrata dalla prefettura di Tongren.